# C/2017 K2
C/2017 K2 é um cometa da nuvem de Oort com uma órbita hiperbólica de entrada, descoberto em maio de 2017 a uma distância além da órbita de Saturno quando estava a 16 UA (2,4 bilhões de km) do Sol. O cometa quebrou recorde por se tornar ativo a essa distância. Apenas o cometa Hale-Bopp produziu tal espetáculo daquela distância com um núcleo similar.